# Dubbelliv (film)
Dubbelliv (engelska: A Double Life) är en amerikansk film noir från 1947 i regi av George Cukor. I huvudrollerna ses Ronald Colman och Signe Hasso.

## Handling
Den firade scenaktören Anthony "Tony" John erbjuds att spela titelrollen i en uppsättning av Shakespeares Othello, Tonys exhustru och nära vän Brita rollen som Desdemona. Då hon är väl medveten om att hennes livskamrat går så upp i sina roller att han nästan förlorar sig själv avråder hon honom, men till slut lockar frestelsen honom för mycket och han tackar ja. Han blir under repetitionerna alltmer besatt av rollen och i likhet med den tilltar hans ursinne och svartsjuka. 

## Rollista i urval
- Ronald Colman - Anthony John
- Signe Hasso - Brita
- Edmond O'Brien - Bill Friend
- Shelley Winters - Pat Kroll
- Ray Collins - Victor Donlan
- Philip Loeb - Max Lasker
- Millard Mitchell - Al Cooley
- Joe Sawyer - Pete Bonner
- Charles La Torre - Stellini
- Whit Bissell - Dr. Stauffer

## Nomineringar och utmärkelser
Filmen erhöll två Oscars, Colman för bästa manliga huvudroll samt Rózsa för bästa filmmusik. Den var även nominerad i kategorierna bästa regi och bästa originalmanus. Ronald Colman mottog också en Golden Globe för sin rollinsats. 